# Mūsā ibn Nusair
Mūsā ibn Nusair (arabisch موسى بن نصير, DMG Mūsā ibn Nuṣair; * 640; † 715 oder 716) war ein arabischer Heerführer und Statthalter in Ifrīqīya (703–714). Er war maßgeblich an der islamischen Expansion in Nordafrika und Spanien beteiligt.

## Leben
Mūsā ibn Nuṣair war zunächst in der Verwaltung von Basra tätig, wurde aber der Veruntreuung öffentlicher Gelder angeklagt. Er floh nach Ägypten, wo ein Bruder des Kalifen ‘Abd al-Malik Fürsprache für Mūsā einlegte. Er wurde nun sogar 703 zum Statthalter in Ifrīqīya ernannt und mit der Unterwerfung des Maghreb betraut. Zunächst unterstand er als Statthalter von Ifrīqīya noch dem Statthalter in Ägypten. Erst 705 erreichte Mūsā ibn Nuṣair die Eigenständigkeit der Provinz Ifrīqīya und die direkte Unterstellung unter die Kalifen.
Mūsā sandte seinen Sohn Marwan nach Tanger, um dort Krieg zu führen. Auch Mūsā unternahm eine Expedition nach Tanger und war der erste muslimische Gouverneur der Tanger betrat. Er unterwarf die dort ansässigen Berberstämme und setzte dort einen Gouverneur ein, den er später durch Ṭāriq ibn Ziyād ersetzte. Schließlich gelang ihm bis 709 die Unterwerfung des gesamten Maghreb. Da die Berber schnell zum Islam übertraten, begann Mūsā ibn Nuṣair, Berber als Hilfstruppen für seine Feldzüge einzubeziehen.
Im Juli 710 unternahm Tarif ibn Malik einen ersten erfolgreichen Raubzug ins Westgotenreich. Daraufhin entsandte Mūsā 711 Tāriq ibn Ziyād, den Gouverneur von Tanger, zu einem Feldzug gegen das Westgotenreich in Spanien. Entgegen Mūsās Befehl besiegte dieser die Westgoten in der Schlacht am Guadalete und eroberte ihre Hauptstadt Toledo.
Mūsā war verärgert über Tāriq und reiste 712 nach Andalusien, um die Kontrolle über die Eroberungen zu übernehmen. Mūsā mit einem aus Arabern und Berbern bestehenden Heer (18000 Mann) eroberte Medina-Sidonia, Carmona und Sevilla. Zwar wurde Tāriq beim Treffen in Talavera wegen Befehlsmissachtung bestraft, doch führten beide die Unterwerfung der Westgoten weiter. Als sie 714 Saragossa und Navarra unterworfen hatten und über die Pyrenäen nach Septimanien vorstoßen wollten, wurden sie von Kalif al-Walīd nach Damaskus beordert. Bevor er das Land verließ, setzte Mūsā seinen Sohn ‘Abd al-‘Azīz als Statthalter in Andalusien ein. Weitere Söhne wurden als Statthalter in Tanger/Marokko und Ifrīqīya eingesetzt.
In Damaskus fiel er bei al-Walīd I. in Ungnade und verlor sein gesamtes Vermögen. Mūsā ibn Nuṣair starb 715 oder 716 in Medina, nachdem er von der Haddsch zurückgekehrt war.